# Eurycea cirrigera
Eurycea cirrigera (лат.) — хвостатое земноводное из семейства безлёгочных саламандр.

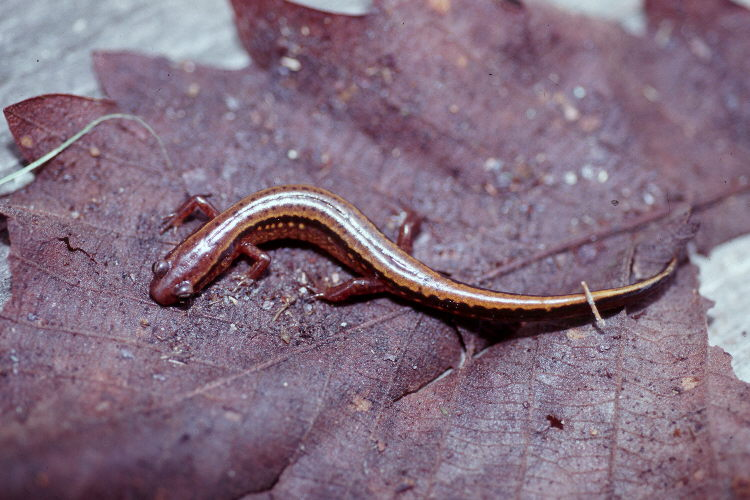

Общая длина достигает 11 см. По строению в целом похожа на других представителей своего рода. Голова небольшая. Глаза навыкате. Туловище стройное. Конечности хорошо развиты. Хвост довольно длинный. Окраска светло- или тёмно-коричневая. От глаз до хвоста тянутся тёмные пятнышки, которые складываются в две параллельные линии.
Эта саламандра ведёт полуводный образ жизни. Взрослые особи держатся по берегам мелких потоков или ручьев. Питается пауками, клещами, земляными червями, мелкими улитками, жуками, многоножками, двукрылыми, перепончатокрылыми, изоподами.
Половая зрелость наступает в возрасте 2—4 лет. Спаривание и размножение происходит весной и осенью. Самка откладывает 12—40 яиц в воде среди камней, личинки так же развиваются в водоёме в течение 1—3 лет.
Вид распространён в США от Иллинойса, Индианы, южного Огайо, западной части Западной Вирджинии и центральной части Вирджинии на юг до северной Флориды и южной Алабамы.